# Katrin Garfoot
Katrin Garfoot (* 8. Oktober 1981 in Eggenfelden) ist eine ehemalige australische Radrennfahrerin.

## Sportliche Laufbahn
Katrin Garfoot wurde in Deutschland geboren und wuchs in München auf. Als Jugendliche betrieb sie Siebenkampf. Im Alter von 25 Jahren zog sie nach Neuseeland; seit 2008 lebt sie in Australien und besitzt seit Oktober 2013 die dortige Staatsbürgerschaft. Ihr australischer Ehemann brachte sie zum Radsport, indem er sie auf Mountainbiketouren mit Freunden mitnahm.
2012, im Alter von 31 Jahren, wurde Katrin Garfoot im Leistungsradsport aktiv; ihr erster Erfolg war der zweite Platz in der Gesamtwertung der Canberra Women’s Tour im selben Jahr. 2013 errang sie die Goldmedaille im Straßenrennen bei den ozeanischen Radsportmeisterschaften, im Einzelzeitfahren belegte sie Rang vier. Zudem gewann sie die National Road Series. 2014 wurde sie Dritte der australischen Straßenmeisterschaft, bei den ozeanischen Meisterschaften belegte sie Platz vier im Zeitfahren und Platz fünf im Straßenrennen. In der Gesamtwertung von Gracia Orlová wurde sie Zweite.
Bei den Commonwealth Games 2014 in Glasgow belegte Garfoot Rang drei im Einzelzeitfahren. Bei den ozeanischen Straßenmeisterschaften 2016 in Bendigo errang sie zum zweiten Mal den Titel im Einzelzeitfahren. 2016 startete sie im Straßenrennen der Olympischen Spiele in Rio de Janeiro und wurde Neunte. Bei den Straßenweltmeisterschaften im selben Jahr holte sie die Bronzemedaille im Einzelzeitfahren.
2017 wurde Katrin Garfoot australische Doppelmeisterin, im Straßenrennen und im Einzelzeitfahren. Zum Abschluss der Saison errang sie bei den UCI-Straßen-Weltmeisterschaften 2017 die Bronzemedaille im Einzelzeitfahren und die Silbermedaille im Straßenrennen. Nach der WM kündigte sie an, voraussichtlich eine Rennpause zur Familiengründung einzulegen. Sie plane aber, anschließend in den Rennsport zurückzukehren, um bei den Olympischen Spielen 2020 in Tokio zu starten.
Im April 2018 startete Katrin Garfoot bei den Commonwealth Games und gewann das Einzelzeitfahren. Anschließend erkrankte sie schwer und konnte nicht trainieren. Anfang August des Jahres erklärte sie ihren Rücktritt vom Leistungsradsport, da Sport und Familie zunehmend unvereinbar seien.

## Ehrungen
2013 – rund vier Wochen nach ihrer Einbürgerung in Australien – wurde Katrin Garfoot als Elite Female Road Cyclist of the Year in Queensland geehrt. 2016 wurde sie zur Straßenradsportlerin des Jahres von Australien gewählt.

## Berufliches
Von Beruf ist Garfoot Lehrerin und hat Universitätsabschlüsse in Biologie und Sportwissenschaft.

## Erfolge
2013
- Ozeanienmeisterin – Straßenrennen

2014
- Commonwealth Games – Einzelzeitfahren

2015
- Ozeanienmeisterin – Einzelzeitfahren
- Ozeanienmeisterschaft – Straßenrennen
- eine Etappe Neuseeland-Rundfahrt der Frauen

2016
- Weltmeisterschaft – Einzelzeitfahren
- Ozeanienmeisterin – Einzelzeitfahren
- Gesamtwertung und eine Etappe Tour Down Under
- Chrono Champenois – Trophée Européen
- zwei Etappen Katar-Rundfahrt
- Australische Meisterin – Einzelzeitfahren

2017
- Australische Meisterin – Straßenrennen, Einzelzeitfahren
- eine Etappe Emakumeen Bira
- Weltmeisterschaft – Einzelzeitfahren
- Weltmeisterschaft – Straßenrennen

2018
- Australische Meisterin – Einzelzeitfahren
- eine Etappe Santos Women’s Tour
- Siegerin Commonwealth Games – Einzelzeitfahren

## Teams
- 2014 Orica-AIS (ab 17. Juni)
- 2015 Orica GreenEdge
- 2016 Orica GreenEdge
- 2017 Orica-Scott